# Palmilla
Palmilla est une ville et une commune du Chili faisant partie de la province de Colchagua, elle-même rattachée à la région O'Higgins.

Localisation de la commune de Palmillia dans la région du Libertador General Bernardo O'Higgins.